# 南極角
南極角（英語：Antarctic Point），是南極洲的海岬，位於南喬治亞島北岸，是南極灣入口處的西部，由英國探險隊繪入地圖，現時由英國海外領土管轄。